# Giải đua ô tô Công thức 1 Úc
Giải đua ô tô Công thức 1 Úc là một chặng đua Công thức 1 diễn ra hàng năm ở Úc. Ngoài ra, đây là giải đua ô tô lâu đời thứ hai tại Úc còn tồn tại chỉ sau giải đua ô tô Phillip Island được tổ chức 83 lần từ năm 1928.  

## Lịch sử

### Giai đoạn trước khi trở thành chặng đua Công thức 1 chính thức (1928-1985)

#### Những năm khởi đầu (1928-1945)
Giải đua ô tô Công thức 1 Úc có nguồn gốc từ giải đua xe 100 dặm (tức là giải đua ô tô Úc 1928) tại trường đua đảo Phillip. Tại chặng đua này, Arthur Waite giành chiến thắng với chiếc xe Austin 7 của nhà sản xuất ô tô Austin Motor Company của Anh. Trong tám năm sau đó, thời đại của sự pha trộn cơ học "đặc biệt" của Úc gồm khung gầm và động cơ khác nhau có khả năng ngang ngửa với những cỗ máy của các xe đua nhập khẩu từ châu Âu bắt đầu hưng thịnh. Với sự khéo léo của những bộ phận cơ khí từ Úc vào những năm khởi đầu, Bugatti đã thống trị kết quả sau khi giành bốn chiến thắng liên tiếp từ năm 1929 đến năm 1932. Vào năm 1935, sự kiện này được diễn ra lần cuối cùng tại trường đua Phillip Island và sau đó, địa điểm tổ chức của sự kiện này được chuyển sang trường đua Victor Harbor, Nam Úc. Vào năm 1938, giải đua ô tô Công thức 1 Úc đã được tổ chức tại trường đua Mount Panorama ở Bathurst. Cũng vào năm này, Mount Panorama trở thành một trong những trường đua nổi tiếng nhất thế giới. Trong cuộc đua này, tay đua người Anh Peter Whitehead đã giành chiến thắng với chiếc xe voiturette hạng ERA B-Type. Vào năm 1939, giải đua ô tô Úc được tổ chức tại trường đua Lobethal gần thị trấn Lobethal ở Nam Úc trước khi Úc bị lôi kéo vào Thế chiến II.

#### Thời kỳ hậu chiến (1945-1985)
Trong thời kỳ hậu chiến, các cuộc đua được tổ chức rất thưa thớt với các tay đua sử dụng những chiếc xe thời kỳ tiền chiến với nguồn cung cấp được tập hợp lại với nhau xung quanh việc phân phối nhiên liệu và lốp xe. Vào năm 1947, Mount Panorama đã tổ chức cuộc đua đầu tiên vào thời kỳ hậu chiến vào năm 1947 và sau đó, địa điểm tổ chức sự kiện này luân phiên giữa các bang của Úc dưới sự thúc đẩy của Hiệp hội Ô tô Úc cho đến năm 1984.

### Chặng đua Công thức 1 chính thức (1985-nay)

#### Trường đua đường phố Adelaide (1985-1995)
Vào năm 1985, giải đua ô tô Công thức 1 Úc đã trở thành một chặng đua của giải đua xe Công thức 1 1985 và cũng là một chặng đua Công thức 1 chính thức. Thêm vào đó, chặng đua này được tổ chức với tư cách là chặng đua cuối cùng của mùa giải được tổ chức tại trường đua đường phố Adelaide. Trong suốt giai đoạn này, giải đua ô tô Công thức 1 Úc ít khi xảy ra những cuộc đua liên quan đến những khoảnh khắc trong cuộc tranh giành chức vô địch. Tại chặng đua vào ngày 26 tháng 10 năm 1986, Alain Prost đã vượt qua Nigel Mansell trong bảng xếp hạng các tay đua sau khi giành chiến thắng và đồng thời, Prost đã giành được chức vô địch lần thứ hai trong sự nghiệp Công thức 1 của ông. Tại chặng đua vào ngày 13 tháng 11 năm 1988, Ayrton Senna đã có thể bảo đảm vị trí dẫn đầu của mình trước Prost mặc dù Senna không giành chiến thắng cuộc đua và do đó, Senna lần đầu tiên giành chức vô địch đầu tiên trong sự nghiệp Công thức 1 của mình.
Trong giai đoạn này, giải đua ô tô Công thức 1 Úc 1991 là cuộc đua ngắn nhất trong lịch sử Công thức 1 vì cuộc đua chính chỉ diễn ra trong vòng 24 phút 34,899 giây với tổng cộng 14 vòng đua (tương đuơng với 52,920 km theo chiều dài đường đua là 3,780 km/vòng) do thời tiết giông tố. 20 năm sau đó, kỷ lục này được phá sau khi chặng đua GP Bỉ 2021 diễn ra với điều kiện thời tiết tuơng tự. 
Tại chặng đua nổi tiếng vào ngày 13 tháng 11 năm 1994, Michael Schumacher và Damon Hill, hai tay đua tranh giành chức vô địch trong giải đua xe Công thức 1 1994 chỉ cách nhau trong bảng xếp hạng các tay đua một điểm, đã va chạm với nhau và phải bỏ cuộc ngay lập tức. Mặc dù phải bỏ cuộc do va chạm với Damon Hill, Schumacher đã giành chức vô địch Công thức 1 đầu tiên của mình.
Tại chặng đua cuối cùng ở Adelaide vào ngày 10 tháng 11 năm 1995, Mika Häkkinen đã bị thương nặng khi xe của ông đâm vào hàng rào giới hạn đường đua với tốc độ khoảng 190 km/h do nổ lốp. Sau vụ tai nạn này, Häkkinen bị chấn thương đe dọa đến tính mạng.

## Kết quả theo năm

Adelaide, địa điểm tổ chức từ năm 1985 đến năm 1995

Melbourne, địa điểm tổ chức vào những năm 1953, 1956, 1996–2019, và kể từ năm 2022

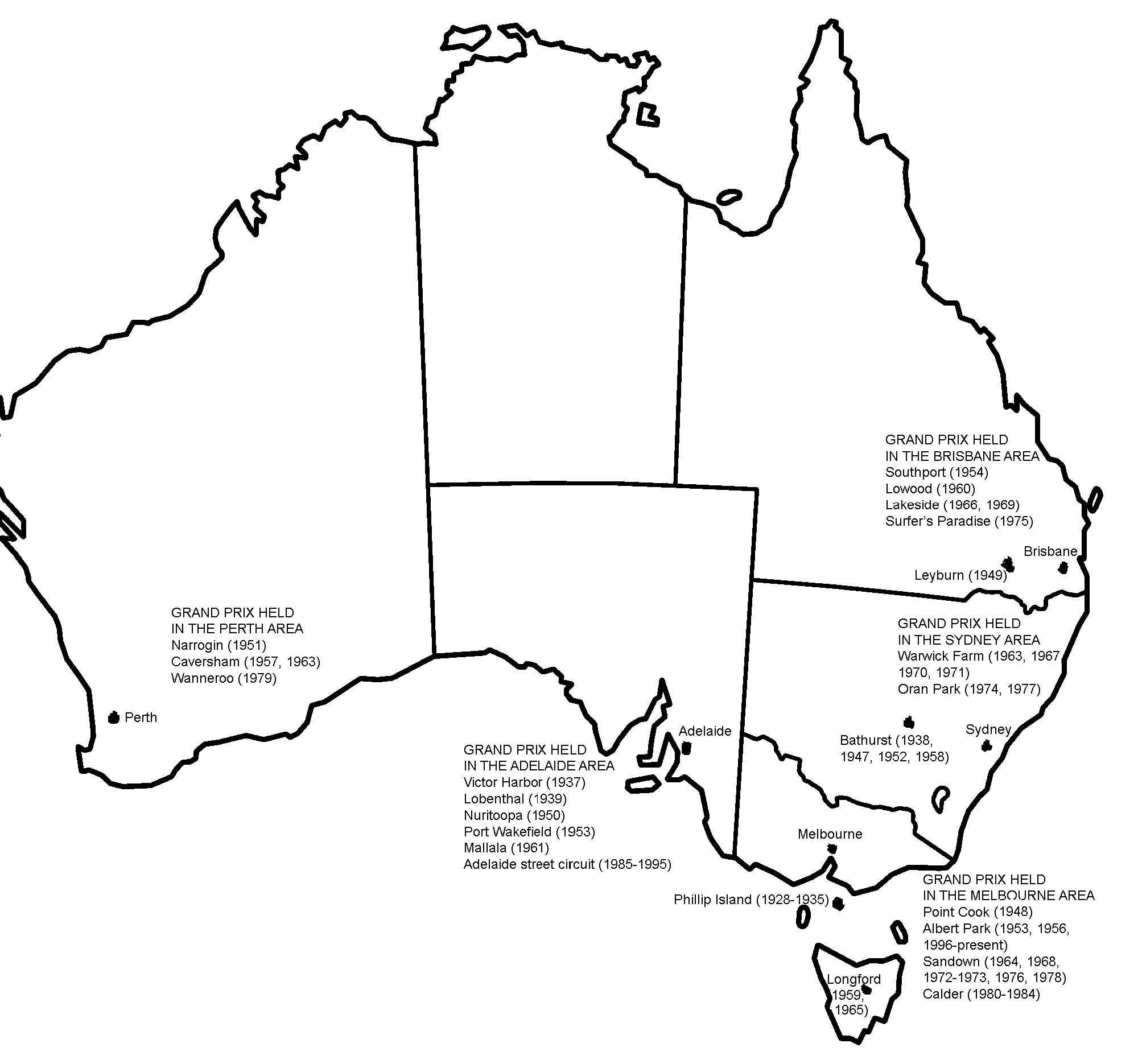
Bản đồ về tất cả các địa điểm tổ chức của Giải đua ô tô Công thức 1 Úc

Nền màu hồng biểu thị một sự kiện không thuộc Giải đua xe Công thức 1.
- * Từ năm 1932 đến năm 1948, người chiến thắng được xác định dựa trên cơ sở handicap.[2]
- + Sự kiện năm 1937 được tổ chức với tên gọi "South Australian Centenary Grand Prix" vào ngày 26 tháng 12 năm 1936.[3]
- # Sự kiện năm 1928 được tổ chức với tên gọi chính thức là "100 Miles Road Race".[4]

| Năm         | Tay đua                                 | Đội đua                                 | Địa điểm                                | Chi tiết                                |
| ----------- | --------------------------------------- | --------------------------------------- | --------------------------------------- | --------------------------------------- |
| 1928 #      | Arthur Waite                            | Austin                                  | Phillip Island                          | Chi tiết                                |
| 1929        | Arthur Terdich                          | Bugatti                                 | Phillip Island                          | Chi tiết                                |
| 1930        | Bill Thompson                           | Bugatti                                 | Phillip Island                          | Chi tiết                                |
| 1931        | Carl Junker                             | Bugatti                                 | Phillip Island                          | Chi tiết                                |
| 1932        | Bill Thompson *                         | Bugatti                                 | Phillip Island                          | Chi tiết                                |
| 1933        | Bill Thompson *                         | Riley                                   | Phillip Island                          | Chi tiết                                |
| 1934        | Bob Lea-Wright *                        | Singer                                  | Phillip Island                          | Chi tiết                                |
| 1935        | Les Murphy *                            | MG                                      | Phillip Island                          | Chi tiết                                |
| 1936        | Không tổ chức                           | Không tổ chức                           | Không tổ chức                           | Không tổ chức                           |
| 1937 +      | Les Murphy *                            | MG                                      | Victor Harbor                           | Chi tiết                                |
| 1938        | Peter Whitehead *                       | ERA                                     | Bathurst                                | Chi tiết                                |
| 1939        | Alan Tomlinson *                        | MG                                      | Lobethal                                | Chi tiết                                |
| 1940 – 1946 | Không tổ chức vì Thế chiến II           | Không tổ chức vì Thế chiến II           | Không tổ chức vì Thế chiến II           | Không tổ chức vì Thế chiến II           |
| 1947        | Bill Murray *                           | MG                                      | Bathurst                                | Chi tiết                                |
| 1948        | Frank Pratt *                           | BMW                                     | Point Cook                              | Chi tiết                                |
| Chi tiết    | John Crouch                             | Delahaye                                | Leyburn                                 | Chi tiết                                |
| 1950        | Doug Whiteford                          | Ford                                    | Nuriootpa                               | Chi tiết                                |
| 1951        | Warwick Pratley                         | GRS-Ford                                | Narrogin                                | Chi tiết                                |
| 1952        | Doug Whiteford                          | Talbot-Lago                             | Bathurst                                | Chi tiết                                |
| 1953        | Doug Whiteford                          | Talbot-Lago                             | Albert Park                             | Chi tiết                                |
| 1954        | Lex Davison                             | HWM-Jaguar                              | Southport                               | Chi tiết                                |
| 1955        | Jack Brabham                            | Cooper-Bristol                          | Port Wakefield                          | Chi tiết                                |
| 1956        | Stirling Moss                           | Maserati                                | Albert Park                             | Chi tiết                                |
| 1957        | Lex Davison Bill Patterson              | Ferrari                                 | Caversham                               | Chi tiết                                |
| 1959        | Lex Davison                             | Ferrari                                 | Bathurst                                | Chi tiết                                |
| 1959        | Stan Jones                              | Maserati                                | Longford                                | Chi tiết                                |
| 1960        | Alec Mildren                            | Cooper-Maserati                         | Lowood                                  | Chi tiết                                |
| 1961        | Lex Davison                             | Cooper-Climax                           | Mallala                                 | Chi tiết                                |
| 1962        | Bruce McLaren                           | Cooper-Climax                           | Caversham                               | Chi tiết                                |
| 1963        | Jack Brabham                            | Brabham-Climax                          | Warwick Farm                            | Chi tiết                                |
| 1964        | Jack Brabham                            | Brabham-Climax                          | Sandown                                 | Chi tiết                                |
| 1965        | Bruce McLaren                           | Cooper-Climax                           | Longford                                | Chi tiết                                |
| 1966        | Graham Hill                             | BRM                                     | Lakeside                                | Chi tiết                                |
| 1967        | Jackie Stewart                          | BRM                                     | Warwick Farm                            | Chi tiết                                |
| 1968        | Jim Clark                               | Lotus-Cosworth                          | Sandown                                 | Chi tiết                                |
| 1969        | Chris Amon                              | Ferrari                                 | Lakeside                                | Chi tiết                                |
| 1970        | Frank Matich                            | McLaren-Repco Holden                    | Warwick Farm                            | Chi tiết                                |
| 1971        | Frank Matich                            | Matich-Repco Holden                     | Warwick Farm                            | Chi tiết                                |
| 1972        | Graham McRae                            | Leda-Chevrolet                          | Sandown                                 | Chi tiết                                |
| 1973        | Graham McRae                            | McRae-Chevrolet                         | Sandown                                 | Chi tiết                                |
| 1974        | Max Stewart                             | Lola-Chevrolet                          | Oran Park                               | Chi tiết                                |
| 1975        | Max Stewart                             | Lola-Chevrolet                          | Surfers Paradise                        | Chi tiết                                |
| 1976        | John Goss                               | Matich-Repco Holden                     | Sandown                                 | Chi tiết                                |
| 1977        | Warwick Brown                           | Lola-Chevrolet                          | Oran Park                               | Chi tiết                                |
| 1963        | Graham McRae                            | McRae-Chevrolet                         | Sandown                                 | Chi tiết                                |
| 1979        | Johnnie Walker                          | Lola-Chevrolet                          | Wanneroo                                | Chi tiết                                |
| 1980        | Alan Jones                              | Williams-Cosworth                       | Calder                                  | Chi tiết                                |
| 1981        | Roberto Moreno                          | Ralt-Ford                               | Calder                                  | Chi tiết                                |
| 1982        | Alain Prost                             | Ralt-Ford                               | Calder                                  | Chi tiết                                |
| 1983        | Roberto Moreno                          | Ralt-Ford                               | Calder                                  | Chi tiết                                |
| 1984        | Roberto Moreno                          | Ralt-Ford                               | Calder                                  | Chi tiết                                |
| 1985        | Keke Rosberg                            | Williams-Honda                          | Adelaide                                | Chi tiết                                |
| 1986        | Alain Prost                             | McLaren-TAG                             | Adelaide                                | Chi tiết                                |
| 1987        | Gerhard Berger                          | Ferrari                                 | Adelaide                                | Chi tiết                                |
| 1988        | Alain Prost                             | McLaren-Honda                           | Adelaide                                | Chi tiết                                |
| 1989        | Thierry Boutsen                         | Williams-Renault                        | Adelaide                                | Chi tiết                                |
| 1990        | Nelson Piquet                           | Benetton-Ford                           | Adelaide                                | Chi tiết                                |
| 1991        | Ayrton Senna                            | McLaren-Honda                           | Adelaide                                | Chi tiết                                |
| 1992        | Gerhard Berger                          | McLaren-Honda                           | Adelaide                                | Chi tiết                                |
| 1993        | Ayrton Senna                            | McLaren-Ford                            | Adelaide                                | Chi tiết                                |
| 1994        | Nigel Mansell                           | Williams-Renault                        | Adelaide                                | Chi tiết                                |
| 1995        | Damon Hill                              | Williams-Renault                        | Adelaide                                | Chi tiết                                |
| 1996        | Damon Hill                              | Williams-Renault                        | Albert Park                             | Chi tiết                                |
| 1997        | David Coulthard                         | McLaren-Mercedes                        | Albert Park                             | Chi tiết                                |
| 1998        | Mika Häkkinen                           | McLaren-Mercedes                        | Albert Park                             | Chi tiết                                |
| 1999        | Eddie Irvine                            | Ferrari                                 | Albert Park                             | Chi tiết                                |
| 2000        | Michael Schumacher                      | Ferrari                                 | Albert Park                             | Chi tiết                                |
| 2001        | Michael Schumacher                      | Ferrari                                 | Albert Park                             | Chi tiết                                |
| 2002        | Michael Schumacher                      | Ferrari                                 | Albert Park                             | Chi tiết                                |
| 2003        | David Coulthard                         | McLaren-Mercedes                        | Albert Park                             | Chi tiết                                |
| 2004        | Michael Schumacher                      | Ferrari                                 | Albert Park                             | Chi tiết                                |
| 2005        | Giancarlo Fisichella                    | Renault                                 | Albert Park                             | Chi tiết                                |
| 2006        | Fernando Alonso                         | Renault                                 | Albert Park                             | Chi tiết                                |
| 2007        | Kimi Räikkönen                          | Ferrari                                 | Albert Park                             | Chi tiết                                |
| 2008        | Lewis Hamilton                          | McLaren-Mercedes                        | Albert Park                             | Chi tiết                                |
| 2009        | Jenson Button                           | Brawn-Mercedes                          | Albert Park                             | Chi tiết                                |
| 2010        | Jenson Button                           | McLaren-Mercedes                        | Albert Park                             | Chi tiết                                |
| 2011        | Sebastian Vettel                        | Red Bull-Renault                        | Albert Park                             | Chi tiết                                |
| 2012        | Jenson Button                           | McLaren-Mercedes                        | Albert Park                             | Chi tiết                                |
| 2013        | Kimi Räikkönen                          | Lotus-Renault                           | Albert Park                             | Chi tiết                                |
| 2014        | Nico Rosberg                            | Mercedes                                | Albert Park                             | Chi tiết                                |
| 2015        | Lewis Hamilton                          | Mercedes                                | Albert Park                             | Chi tiết                                |
| 2016        | Nico Rosberg                            | Mercedes                                | Albert Park                             | Chi tiết                                |
| 2017        | Sebastian Vettel                        | Ferrari                                 | Albert Park                             | Chi tiết                                |
| 2018        | Sebastian Vettel                        | Ferrari                                 | Albert Park                             | Chi tiết                                |
| 2019        | Valtteri Bottas                         | Mercedes                                | Albert Park                             | Chi tiết                                |
| 2020        | Bị hủy vì Đại dịch COVID-19             | Bị hủy vì Đại dịch COVID-19             | Bị hủy vì Đại dịch COVID-19             | Chi tiết                                |
| 2021        | Không được tổ chức vì Đại dịch COVID-19 | Không được tổ chức vì Đại dịch COVID-19 | Không được tổ chức vì Đại dịch COVID-19 | Không được tổ chức vì Đại dịch COVID-19 |
| 2022        | Charles Leclerc                         | Ferrari                                 | Albert Park                             | Chi tiết                                |
| 2023        | Max Verstappen                          | Red Bull Racing-Honda RBPT              | Albert Park                             | Chi tiết                                |
| 2024        | Carlos Sainz Jr.                        | Ferrari                                 | Albert Park                             | Chi tiết                                |
| 2025        | Lando Norris                            | McLaren-Mercedes                        | Albert Park                             | Chi tiết                                |